# Staatsgalerie Stuttgart

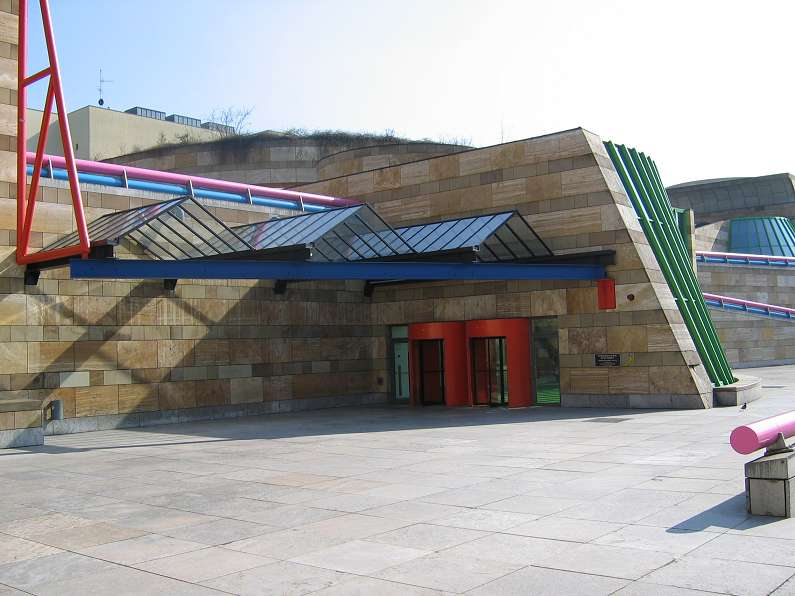
Ingang van de Neue Staatsgalerie Stuttgart (maart 2014)

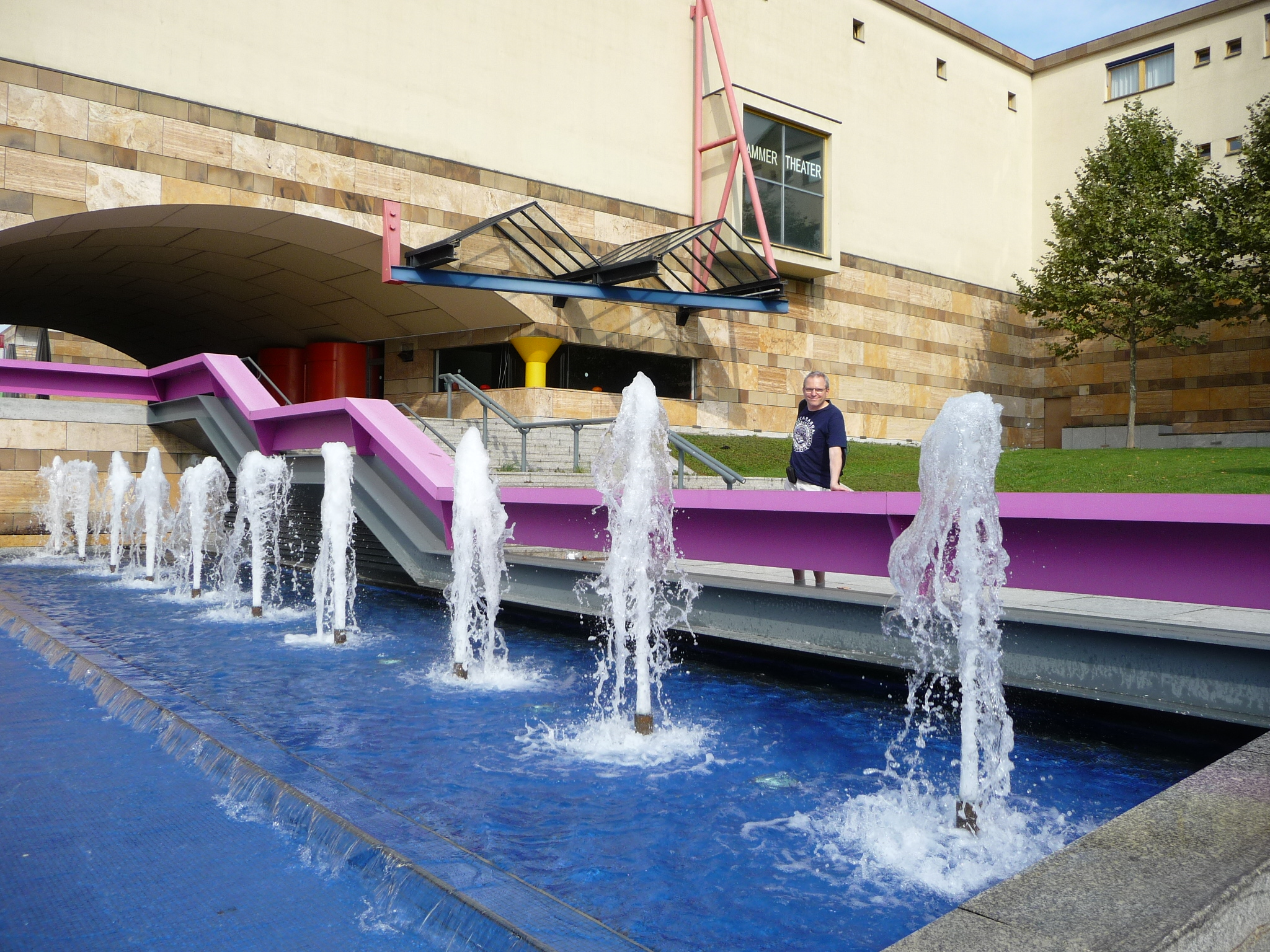
Fontein met roze leuning

De Staatsgalerie Stuttgart is een kunstmuseum van de Duitse deelstaat Baden-Württemberg. Het museum werd in 1843 geopend. De collectie omvat onder meer schilderijen uit de hoge middeleeuwen, zoals werk van Hans Leonhard Schäufelein, Hans Holbein de Oude en Lucas Cranach de Oude, als ook sculpturen uit de 19e eeuw. Het museum heeft eveneens een uitgebreide grafische collectie. 

## Gebouw
De Staatsgalerie Stuttgart bevindt zich in een classicistisch gebouw waaraan een postmoderne uitbreiding van James Stirling toegevoegd werd. De uitbreiding werd in 1984 gerealiseerd en wordt de Neue Staatsgalerie genoemd. Dit nieuwe gedeelte wordt wel De belichaming van de postmoderne architectuur genoemd. Hierin worden klassieke stijlen gebruikt, uitgevoerd in travertijn en zandsteen waarmee het gebouw een warme uitstraling heeft. Hieraan zijn stalen, opvallend gekleurde constructies toegevoegd, met veel glas. Door deze combinatie heeft het gebouw zowel een formele als informele uitstraling.

## Collectie en activiteiten
De collectie bevat kunst van de veertiende tot de twintigste eeuw. Daarnaast organiseert het museum tijdelijke tentoonstellingen, rondleidingen (b.v. thematische rondleidingen en rondleidingen voor kinderen), evenementen voor kinderen en zelfs taalcursussen. 
1. ↑  Staatsgalerie Stuttgart: "Veranstaltungen für Kinder & Jugendliche".
2. ↑  Staatsgalerie Stuttgart: "Sprachen lernen im Museum".